# Стивън Фрай
Стивън Фрай (на английски: Stephen Fry) е британски актьор, комик, журналист, писател, поет, режисьор, сценарист и драматург, носител на награда „Сателит“. Отличава се с отлично, безупречно, класическо владеене на английския език, широка култура и ерудиция и елегантен начин на изказване. Близък приятел е на Хю Лори, с когото заедно участват в скеч комедията A Bit of Fry and Laurie (1989 – 1995) и сериала „Джийвс и Устър“ (1990 – 1993).
През 2007 г. той е удостоен с награда за цялостното си творчество на церемонията по връчването на Британските комедийни награди. По убеждения е атеист и често участва в дебати на тази тема и води атеистична кампания. Заедно с Тери Пратчет и други активисти се обявява открито против папа Бенедикт XVI.
Стивън Фрай също така е открито хомосексуален.
Фрай играе лорд Мелчът и генерал Мелчът в сериала на BBC „Черното влечуго“, Питър Мортън в „Приятелите на Питър“, Оскар Уайлд в „Уайлд“, инспектор Томсън в „Госфорд парк“, разказвачът и пътеводителят в „Пътеводител на галактическия стопаджия“, Дитрих в „V като Вендета“, Майкрофт Холмс в „Шерлок Холмс: Игра на сенки“, министър-председателят Алистър Дейвис в „24“ и много други.

## Избрана филмография
| година | филм                          | оригинално заглавие                       | роля                                                         | режисьор                              |
| ------ | ----------------------------- | ----------------------------------------- | ------------------------------------------------------------ | ------------------------------------- |
| 1988   | Риба, наречена Уанда          | A Fish Called Wanda                       | Хътчисън                                                     | Чарлз Кричтън                         |
| 1990   | Джийвс и Устър                | Jeeves and Wooster                        | Реджиналд Джийвс                                             | Клайв Екстън                          |
| 1994   | Коефициент за интелигентност  | I.Q.                                      | Джеймс Морленд                                               | Фред Скеписи                          |
| 1997   | Уайлд                         | Wilde                                     | Оскар Уайлд                                                  | Браян Гилбърт                         |
| 2001   | Госфорд парк                  | Gosford Park                              | инспектор Томпсън                                            | Робърт Олтмън                         |
| 2006   | V като Вендета                | V for Vendetta                            | Гордън Дейтрих                                               | Джеймс Мактиг                         |
| 2010   | Алиса в Страната на чудесата  | Alice in Wonderland                       | Чешърският котарак (глас)                                    | Тим Бъртън                            |
| 2011   | Шерлок Холмс: Игра на сенки   | Sherlock Holmes: A Game of Shadows        | Майкрофт Холмс                                               | Гай Ричи                              |
| 2013   | Хобит: Пущинакът на Смог      | The Hobbit: The Desolation of Smaug       | господар на Есгарот                                          | Питър Джаксън                         |
| 2014   | Хобит: Битката на петте армии | The Hobbit: The Battle of the Five Armies | господар на Есгарот                                          | Питър Джаксън                         |
| 2014   | Американски татко!            | American Dad!                             | г-н Кавендиш / Джон Майкъл Хийтън (глас)                     | Сет Макфарлън                         |
| 2016   | Алиса в Огледалния свят       | Alice Through The Looking Glass           | Чешърският котарак (глас)                                    | Джеймс Бобин                          |
| 2018   | Патешка история               | Duck Duck Goose                           | Фрейзър                                                      | Крис Дженкинс                         |
| 2018   | Ябълко и Луки                 | Apple & Onion                             | татко на Лука                                                | Джордж Генди                          |
| 2019   | Търсенето на Линк             | Missing Link                              | Лорд Пигот-Дънсби                                            | Крис Бътлър                           |
| 2019   | Мики и приятели състезатели   | Mickey and the Roadster Racers            | д-р Уодълтън Кръчли (глас)                                   |                                       |
| 2020   | Доктор Кой                    | Doctor Who                                | Началник на Сикрет интелиджънс сървис                        | Сидни Нюман С. Е. Уебър Доналд Уилсън |
| 2020   | Това е пони                   | It's Pony                                 | Марчело Марвело (глас)                                       | Ан Блейдс                             |
| 2021   | Семейство Симпсън             | The Simpsons                              | Теранс, ръководител на MI5, бащата на Теранс и Хейзъл (глас) | Мат Грьонинг                          |
| 2022   | Сърцебиене                    | Heartstopper                              | директор Барнс (глас)                                        | Алис Осман                            |
| 2023   | Червено, бяло и кралско синьо | Red, White & Royal Blue                   | крал Джеймс III                                              | Матю Лопес                            |